# Boarmia clarissa
Boarmia clarissa là một loài bướm đêm trong họ Geometridae.